# Massenvergiftung durch Methanol in Estland 2001
Die Massenvergiftung durch Methanol in Estland 2001 war ein durch kriminelle Machenschaften hervorgerufenes Unglück, bei dem im September 2001 68 Menschen starben. Betroffen waren vor allem Menschen in der Hafenstadt Pärnu im gleichnamigen Kreis Pärnu.

## Hergang
Am 6. September 2001 wurden bei der Firma Baltfett in Pärnu, welche Industriefette, Ester und Tierfutter herstellte, mehrere Fässer mit dem Alkohol Methanol gestohlen. Die Diebe waren zwei junge Mitarbeiter der Firma, welche von dem 34-jährigen Hintermann Sergei M. beauftragt worden waren. Dieser transportierte die Fässer zu seinem Elternhaus in Tahkuranna.
Insgesamt wurden in der Firma zehn 200-Liter-Fässer mit einem Gesamtgewicht von 1,6 Tonnen entwendet, die fehlenden Fässer wurden zur Vertuschung des Diebstahls durch leere ersetzt. Das Methanol aus den Fässern wurde durch Zugabe von Wasser verdünnt und mit Zitronenaroma versetzt, um es als Wodka zu verkaufen. Mit gefälschten Etiketten verschiedener Marken gelangte das in Flaschen abgefüllte Gemisch zwischen dem 9. und 17. September über Netzwerke in den Umlauf. Der Zwischenhändler Aleksandr S. bezahlte 76.000 Kronen für die Ware. Als erste Tote wurde der Polizei am Morgen des 9. September eine 58-jährige Frau in einem Wohnheim gemeldet. Schon kurz darauf liefen Meldungen weiterer Todesfälle auf. Durch die große Anzahl von eingelieferten Vergiftungsfällen war schon am Abend des 9. September das örtliche Krankenhaus überlastet. 30 Personen mussten in die Krankenhäuser Tallinn und Tartu verlegt werden. Am folgenden Tag war durch die zahlreichen verstorbenen Vergiftungsopfer die Leichenhalle des Krankenhauses überbelegt. Zugleich startete die Polizei erfolgreich eine Großfahndung, sodass nach einer Woche die gesamte Lieferkette bekannt war.
Durch den Konsum des Methanols wurden bis zum 10. September 24 Tote gezählt, diese Zahl erhöhte sich am 12. September auf 44. Einen Tag später am 13. September werden 49 Tote gezählt, welche 18 Waisen hinterließen.
Insgesamt starben 68 Personen, von diesen sind 43 Personen verstorben aufgefunden worden, ohne eine ärztliche Behandlung erhalten zu haben. 40 Menschen erblindeten oder erlitten Hirnschäden und 3 weitere wurden zu schwersten Pflegefällen. Insgesamt wurden 154 Menschen identifiziert, welche die mit Methanol kontaminierten Spirituosen konsumiert hatten.
Der Prozess gegen 18 Beschuldigte begann am 11. September 2002. Acht Täter wurden am 27. Januar 2003 zu verschieden langen Haftstrafen verurteilt. Als Haupttäter erhielten Sergej M. fünf Jahre, Aleksandr S. 2,5 Jahre und weitere sechs Beschuldigte kürzere Haftstrafen.
In den folgenden Jahren wurde der Fall genutzt, um die Folgen einer Methanolvergiftung zu erforschen. Zehn Jahre nach der Tragödie wurden Zweifel laut, wonach sich das estnische Gesundheitswesen nur unzureichend auf einen neuerlichen Fall einer massiven Methanolvergiftung vorbereitet hatte.